# Imbu
Imbu war ein altägyptischer Bildhauer, der wahrscheinlich während der 12. Dynastie tätig war.
Die Existenz Imbus wird heute nur noch aus der Inschrift auf einem Meißel aus Kupfer geschlossen, der im Rahmen von Ausgrabungen in Ägypten gefunden wurde, die von Flinders Petrie geleitet wurden. Durch exzessive Reinigungsversuche im Jahr 1938 ist die Inschrift weitestgehend vergangen. Da es sich beim Meißel um einen Typ Meißel handelt, der gewöhnlich von Bildhauern verwendet wurde, wird angenommen, dass auch Imbu ein Bildhauer war, auch wenn keine weiteren Zeugnisse, etwa Werke oder in schriftlicher Form, bekannt sind. Der Meißel gehört heute zur Sammlung des Petrie Museum of Egyptian Archaeology des University College in London.